# Manuela Zanier
Manuela Zanier (Latina, 28 gennaio 1976) è una cantante e attrice italiana.

## Biografia
Nasce a Latina il 28 gennaio 1976; è sorella dell'attrice Sara Zanier. Inizia a dieci anni a studiare danza e recitazione, successivamente studia canto con Carlo Napoletani e Donata Tabet; inizia a cantare a vent'anni circa. Nel 1999 inizia la sua carriera come vocalist per programmi televisivi e viene messa sotto contratto dall'etichetta discografica EMI, dove rimane fino al 2007.
Nel 2002 partecipa a Destinazione Sanremo con la canzone C'è vita nell'aria, scritta da Gatto Panceri,  vincendo l'accesso al Festival di Sanremo 2003 nella categoria "Nuove proposte"; partecipa con il brano Amami, che si classifica dodicesimo su sedici partecipanti. Nello stesso anno ricopre il ruolo di Tosca (ruolo condiviso con Rosalia Misseri) nello spettacolo teatrale Tosca - Amore disperato di Lucio Dalla.
Nel 2005 il brano Non rispondi viene scelto dal regista Angelo Longoni come colonna sonora del film Non aver paura. Nel 2007 con Trust in Me di Paolo Jannacci per il film Mi fido di te di Ale & Franz, diretto da Massimo Venier, è stata in nomination ai Nastri d'argento 2007 nella sezione miglior canzone originale, senza però vincere. Nello stesso anno passa all'etichetta discografica Warner Music Italy.
Nel 2008 interpreta il ruolo di Francesca da Rimini  nel musical La Divina Commedia, composto da Don Marco Frisina. Nel maggio dello stesso anno esce il suo primo album Esercizi di stile  che viene anticipato dal singolo L'edera, cover del brano di Nilla Pizzi.
Nel 2009 è Angelica nel film horror Smile di Francesco Gasperoni, in cui è anche la cantante di una delle colonne sonore A Long Long Time; e Mrs. Bric nel musical La bella e la bestia.
Nel 2010 viene scelta da Elio come concorrente, nella categoria over 25, della quarta edizione di X Factor. Termina la sua partecipazione al programma con l'eliminazione durante la quinta puntata. La spada nel cuore di Patty Pravo è la cover che incide per l'X Factor 4 Compilation.
Nel dicembre 2010 vince la IX edizione del Premio Internazionale "Giuseppe Sciacca", sezione Giovani, categoria Musica .
Era una dei passeggeri sulla nave durante il naufragio della Costa Concordia, avvenuto la notte del 13 gennaio 2012. La Zanier si trovava sulla nave in quanto faceva parte dello staff di animazione teatrale.
Dal giugno 2012 interpreta Tarpea la traditrice nel musical I gemelli leggendari.

## Discografia

### Album in studio
- 2008 - Esercizi di stile

### Singoli
- 2002 - C'è vita nell'aria
- 2003 - Amami
- 2004 - Tangonavigando
- 2007 - Buonadanza
- 2007 - Trust in me
- 2008 - L'edera
- 2008 - Non rispondi
- 2009 - A long long time

## Teatro
- Tosca - Amore disperato (2003)
- La Divina Commedia (2008)
- La bella e la bestia (2009)
- I gemelli leggendari (2012)
- La Divina Commedia Opera Musical (2018)
- Casanova Opera Pop (2022)

## Filmografia
- Smile, regia di Francesco Gasperoni (2009)
- R.I.S. Roma 2 - Delitti imperfetti, regia di Francesco Micciché, episodio  2x02 (2011)
- Distretto di Polizia 11, regia di Alberto Ferrari, episodio 11x06 (2011)